# Джуджевидна летяща катерица
Джуджевидната летяща катерица (Anomalurus pusillus) е вид бозайник от семейство Шипоопашати гризачи (Anomaluridae).

## Разпространение
Видът е разпространен в Габон, Демократична република Конго, Екваториална Гвинея, Камерун, Либерия, Уганда и Централноафриканска република.